# Gohar Tepe
Koordinaten: 36° 40′ 43″ N, 53° 24′ 1″ O
Gohar Tepe (persisch گوهر تپه Juwelhügel) ist ein archäologischer Fundort in der iranischen Provinz Mazandaran.

## Geografie

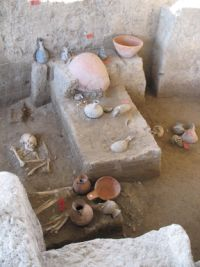
Grablege mit Keramikinventar

Der Ort liegt etwa 33 Kilometer östlich der Provinzhauptstadt Sari am südlichen Rand der Küstenebene am Kaspischen Meer. Das Alborzgebirge beginnt nur wenige hundert Meter südlich, während die Küste des Meeres in nördlicher Richtung weniger als zehn Kilometer entfernt ist.

## Forschungsgeschichte
Seit 2003 finden in Gohar Tepe archäologische Untersuchungen der Cultural Heritage Organisation of Mazandaran statt, die seit Frühling 2009 als Gemeinschaftsprojekt mit der Ludwig-Maximilians-Universität München durchgeführt werden. Mit einer Gesamtfläche von annähernd 50 Hektar ist Gohar Tepe der größte archäologische Fundort in ganz Mazandaran.

## Bisherige Forschungsergebnisse
Gohar Tepe war vom späten Chalkolithikum (Mitte des 4. Jahrtausends v. Chr.) bis in die mittlere Eisenzeit (Mitte des 1. Jahrtausends v. Chr.) besiedelt. Im späten 4. und frühen 3. Jahrtausend v. Chr. entstand hier eine große, stadtartige Ansiedlung, die sicherlich zu den bedeutendsten Orten in Nordostiran gehört haben dürfte. Als die Siedlung ab der Mitte des 3. Jahrtausends v. Chr. wieder schrumpfte, wurden weite Bereiche des Hügels als Bestattungsareal genutzt. Die iranischen und deutschen Archäologen konnten bisher eine große Anzahl von Gräbern aus der Mittel- und Spätbronzezeit sowie der frühen Eisenzeit ausgraben.